# 赤土店镇
赤土店镇，是中华人民共和国河南省洛陽市栾川县下辖的一个乡镇级行政单位。

## 行政区划
赤土店镇下辖以下地区：
赤土店村、竹园村、郭店村、刘竹村、马圈村、清和堂村、花园村、白沙洞村、公主坪村和鸭池村。